# 安藤美優
安藤 美優（あんどう みゆ、2007年2月28日 - ）は、日本の女優。
千葉県出身。ヒラタオフィス所属。

## 人物
身長は159cm。スリーサイズはB79cm、W63cm、H88cm。靴のサイズは25～25.5cm。
血液型はO型。
特技はピアノ、書道、ダンス、ゴルフ。

## 出演

### テレビドラマ
- 劇作家・井上ひさし誕生の物語（2013年12月15日、NHK BSプレミアム） - 麻矢（幼少期）役
- 特集ドラマ「かつお」（2013年12月18日、NHK） - 大原明日香 役
- Dr.DMAT 第7話（2014年2月20日、TBS）- 五十嵐葵 役
- 検事・霞夕子6～不能犯～（2014年5月23日、フジテレビ）- 三吉紗月 役
- 守護神・ボディーガード 進藤輝3 （2014年6月9日、TBS） - 橘結愛 役
- 水球ヤンキース（2014年7月10日 - 9月20日、フジテレビ） - 岩崎渚（幼少期）役
- アンフェア the special ダブル・ミーニング〜連鎖〜（2015年9月15日、フジテレビ） - 浅野茜 役
- 2030 かなたの家族（2015年9月26日、NHK） - 板倉絵美衣（幼少期）役
- 黒蜥蜴（2015年12月22日、フジテレビ） - 黒蜥蜴（幼少期）役
- 制服捜査2 （2016年2月1日、TBS） - 藤本沙織 役
- 日本のヴァイオリン王〜名古屋が生んだ世界のマエストロ 鈴木政吉物語〜 （2016年2月14日、フジテレビ） - 鈴木ひな（幼少期） 役
- 怪盗 山猫 第9話（2016年3月12日、日本テレビ）
- 金曜プレミアム 外科医 鳩村周五郎 14 （2016年6月24日、フジテレビ） - 篠原藍子（幼少期） 役
- 渡る世間は鬼ばかり（TBS） - 田口さくら 役
  - 二夜連続特別企画前編 （2016年9月18日）
  - 3時間スペシャル （2017年9月18日）
  - 3時間スペシャル2019（2019年9月16日）
  - AI橋田壽賀子企画 渡る世間は鬼ばかり 番外編（2025年5月11日、BS-TBS）[3]
- 夏目漱石の妻 第1話 （2016年9月24日、NHK） - 山田房子（幼少期）役
- Chef〜三ツ星の給食〜 （2016年10月13日 - 12月15日、フジテレビ）
- 咲-Saki- 第1局・第2局（2016年12月4日 - 12月11日、毎日放送）（2016年12月6日 - 12月13日、TBS） - 宮永咲（幼少期）役
- 大貧乏 第5・6話 （2017年2月5日 - 2月12日、フジテレビ） - 明日菜 役
- きみはペット 第1話 （2017年2月6日、フジテレビ） - 巌谷スミレ（幼少期）役
- 関ジャニ特命捜査班7係 第6回 （2017年3月18日、日本テレビ）
- みをつくし料理帖 （2017年5月13日、NHK） - 8歳の野江 役
  - みをつくし料理帖スペシャル（2019年12月14日 - 12月21日、NHK総合）
- おとり捜査官・北見志穂20 （2017年7月6日、テレビ朝日） - 兵藤まりも 役
- この声をきみに（2017年9月8日 - 11月17日、NHK） - 穂波舞花 役
- ハルさん〜花嫁の父は名探偵!?（2017年12月3日、テレビ朝日） - 細川彩乃 役
- 大奥ワンダーランド〜江戸城の秘境〜 （2018年1月1日、NHK BSプレミアム） - 関口千恵（幼少期） 役
- 隣の家族は青く見える（2018年1月18日 - 3月22日、フジテレビ） - 小宮山優香 役
- THE GOOD WIFE / グッドワイフ（2019年1月13日 - 3月17日、TBS） - 蓮見綾香 役
- 神酒クリニックで乾杯を 第6話（2019年3月2日、BSテレ東） - 藤野すみれ 役
- アンサング・シンデレラ 病院薬剤師の処方箋 第1話（2020年7月16日[4]、フジテレビ） - 渡辺奈央 役[5]
- おカネの切れ目が恋のはじまり（2020年9月15日 - 10月6日、TBS） - 九鬼玲子（中学生）役
- 仮面ライダーセイバー 増刊号（2021年8月29日、テレビ朝日） - 文実 役
- 連続ドラマW 眼の壁 第1話（2022年6月19日、WOWOW）- 黒池絵津子(少女) 役
- 女神の教室〜リーガル青春白書〜 第9・10話（2023年3月6日 - 3月13日、フジテレビ系列）- 佐久間花恋 役

### 配信ドラマ
- 僕だけがいない街 第9話 - （2017年、Netflix） - 北丸久美 役

### 映画
- たまこちゃんとコックボー （2015年3月28日） - たまこちゃん 役
- ラブ&ピース（2015年6月27日） - ユリ役
- Sociopaths（2015年）
- セーラー服と機関銃 -卒業-（2016年3月5日） - 星泉（幼少期） 役
- CUTIE HONEY -TEARS-（2016年10月1日）
- アズミ・ハルコは行方不明 （2016年12月3日） - 杉崎ひとみ（幼少期） 役
- 咲-Saki- （2017年2月3日） - 宮永咲（幼少期） 役
- 帝一の國 （2017年4月29日） - 白鳥美美子（幼少期） 役
- いぬやしき（2018年4月20日）
- BLEACH （2018年7月20日） - 黒崎夏梨 役
- 生理ちゃん （2019年11月8日） - 米田青子（幼少） 役
- ひとよ（2019年11月8日） - 稲村園子（幼少） 役
- 約束のネバーランド（2020年12月18日） - ギルダ 役

### MV
- miwa「faraway」（2013年）
- AAA「Love」（2014年）

### CM
- バンダイ プリキュア『お世話してきゅぴ!ちゅぱちゅぱアイちゃん篇』（2013年3月 - 2014年1月）
- 日本ケンタッキー・フライド・チキン
  - 『ごきげんにしてよ篇』（2013年4月 - 2013年10月）
  - プレクリスマス2014『ミイ』篇（2014年11月 - 2014年12月）
  - プレクリスマス2015『ミイ』篇（2015年11月 - 2016年11月）
  - 『北海道産素材シズル』篇（2015年11月 - 2016年11月）
- パナソニック エコナビ『洗濯機 夏こそ実感篇』（2013年4月 - 2013年9月）
- P&G マックスファクター SK-II フェイシャルトリートメントエッセンス （2013年8月 - 2015年6月）[6][7][8]
- リクルートライフスタイル『リクルートカード』（2013年8月 - 2014年2月） - パー子役[9][10]
- 花王 リセッシュ アロマチャージ『おそうじの仕上げに篇』（2013年9月 - 2014年3月）
- ミツカン『お寿司はいかが篇』（2013年10月 - 2015年8月）
- はるやま商事『妻子と選んだスーツ篇』（2013年10月 - 2014年11月）
- アイム今井 七五三モデル（2014年3月 - 2015年4月）
- ユニバーサル・スタジオ・ジャパン『USJ スコープ篇』（2015年2月 - 2015年7月）
- 東芝 東芝未来科学館『科学にふれよう』篇（2015年9月 - 2016年9月）
- zoff/OPEN HOUSE/大東電機工業 映画『CUTIE HONEY -TEARS-』コラボ（2016年8月 - 2016年9月）